# سن باسیلیو
سن باسیلیو (به ایتالیایی: San Basilio) یک منطقهٔ مسکونی در ایتالیا است که در استان کالیاری واقع شده‌است.

## خصوصیات
سن باسیلیو ۴۴٫۹ کیلومترمربع مساحت و ۱٬۳۷۱ نفر جمعیت دارد.